# 里奧特爾塞羅 (科爾多瓦省)

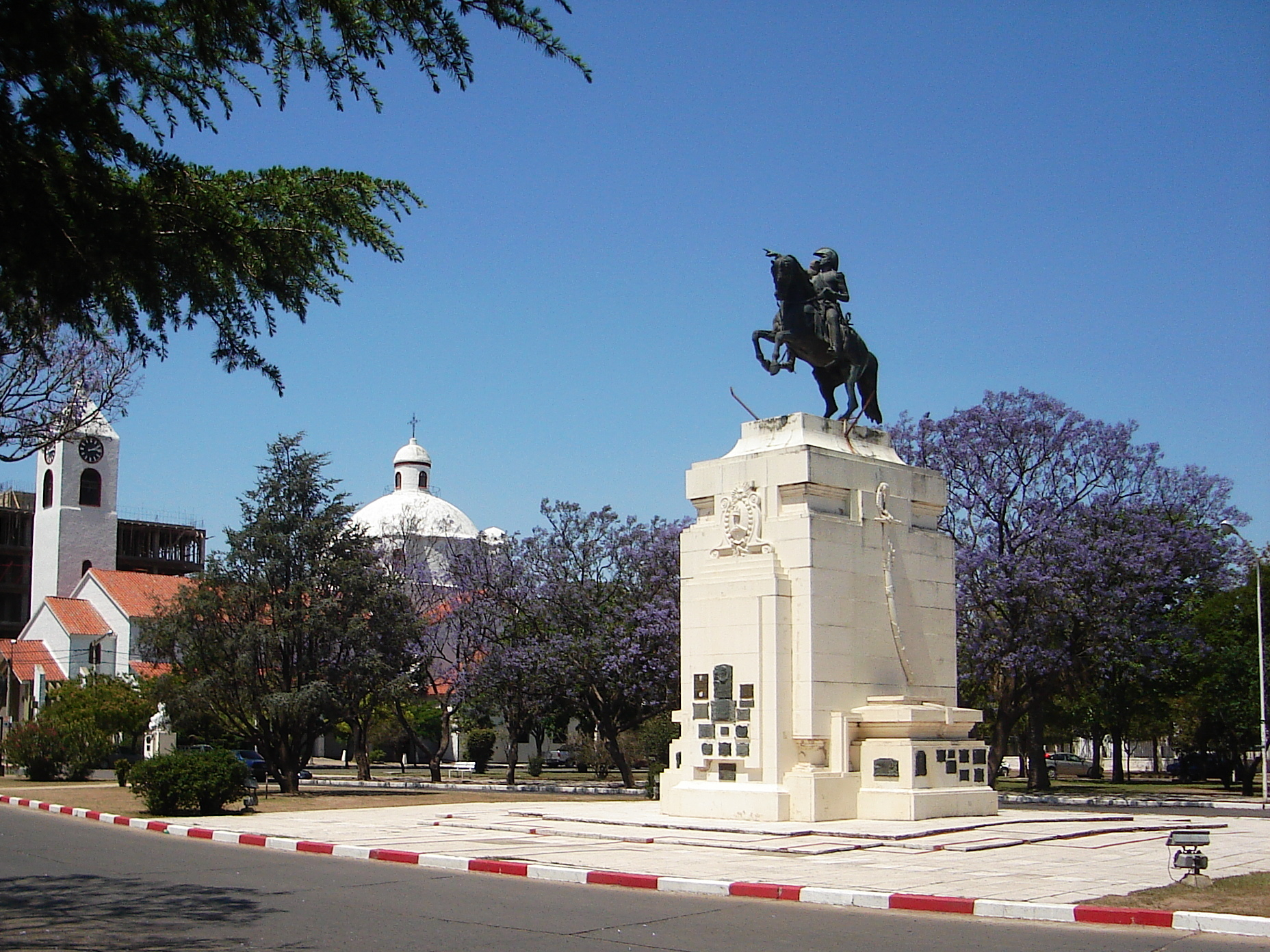
里奧特爾塞羅

里奧特爾塞羅是阿根廷的城鎮，位於該國中北部，由科爾多瓦省負責管轄，面積22平方公里，海拔高度386米，2012年人口46,167，人口密度每平方公里2,098人。

## 外部連結
- Web Site -> Municipalidad de Río Tercero （页面存档备份，存于）